# Pole relacji
Pole relacji – suma dziedziny i przeciwdziedziny relacji binarnej.

## Definicje
Jeśli {\displaystyle R} jest relacją dwuczłonową (dwuargumentową), to polem relacji {\displaystyle R} nazywamy zbiór
{\displaystyle {\Big \{}x:{\Big (}\exists y{\Big )}{\Big (}(x,y)\in R{\Big )}{\Big \}}\cup {\Big \{}y:{\Big (}\exists x{\Big )}{\Big (}(x,y)\in R{\Big )}{\Big \}}.}
Przypomnijmy, że {\displaystyle {\Big \{}x:{\Big (}\exists y{\Big )}{\Big (}(x,y)\in R{\Big )}{\Big \}}} to dziedzina relacji {\displaystyle R} a {\displaystyle {\Big \{}y:{\Big (}\exists x{\Big )}{\Big (}(x,y)\in R{\Big )}{\Big \}}} to przeciwdziedzina relacji {\displaystyle R}.
Pojęcie pola relacji można uogólnić na przypadek relacji wieloczłonowych. Jeśli {\displaystyle \rho } jest relacją k-argumentową, to definiujemy jej rzuty na poszczególne osie oraz jej pole w następujący sposób.
- Dla {\displaystyle i\in \{1,\dots ,k\},} rzut relacji {\displaystyle \rho } na {\displaystyle i}-tą oś to zbiór

{\displaystyle D_{i}(\rho )={\Big \{}x:{\Big (}\exists x_{1},\dots ,x_{i-1},x_{i+1},\dots ,x_{k}{\Big )}{\Big (}(x_{1},\dots ,x_{i-1},x,x_{i+1},\dots ,x_{k})\in \rho {\Big )}{\Big \}}.}
- Pole relacji {\displaystyle \rho } to zbiór

{\displaystyle D_{1}(\rho )\cup D_{2}(\rho )\cup \ldots \cup D_{k}(\rho ).}

## Uwaga terminologiczna
Termin pole relacji jest rzadko używany, bowiem zamiast mówić „zbiór {\displaystyle X} jest polem relacji {\displaystyle R}”, zwykle stwierdzamy iż „{\displaystyle R} jest relacją na zbiorze {\displaystyle X}”. Zwróćmy jednak uwagę, że drugie określenia daje nam mniej informacji niż pierwsze, jako że stwierdza ono jedynie że {\displaystyle R\subseteq X\times X.}